# Nordrhein-Westfalen (F 223)
«Северный Рейн-Вестфалия» (нем. Nordrhein-Westfalen) — фрегат Военно-морских сил Германии, являющийся вторым кораблём типа Баден-Вюртемберг (F125). Это первый в истории корабль Военно-морского флота Германии, которому дано имя федеральной земли Северный Рейн-Вестфалия. До этого были корабли, носившие имена частей современной земли СР-В (смотрите SMS Rheinland и SMS Westfalen).

## История
«Северный Рейн-Вестфалия» был заложен 24 октября 2012 года судостроительными компаниями ThyssenKrupp Marine Systems и Lürssen Werft на стапеле Бремена. Торжественный ритуал спуска корабля на воду был проведен 16 апреля 2015 года в Гамбурге в присутствии Ханнелоры Крафт (Hannelore Kraft) — премьер-министра земли Северный Рейн-Вестфалия (Ministerpräsident des Landes Nordrhein-Westfalen). Предшествующим кораблём, над которым шествовала земля Северный Рейн-Вестфалия, был эскадренный миноносец Mölders (D 186), списанный в 2003 году. Официальная передача фрегата в 4-ю эскадру фрегатов (4. Fregattengeschwader) запланирована на 2018 год. 4 июля 2016 года командиром 4-й эскадры назначен капитан второго ранга Штефан Шульц. Фрегат официально передан ВМС Германии в начале июня 2020 года